# Sheol
Sheol (în ebraică, שאול, "Sh'ol") este termenul ebraic al mormântului de amintire unde oamenii sunt îngropați după ce aceștia încetează din viață. A nu se confunda cu doctrina Iadului.
Eclesiastul 9:10
"Tot ce găsește mâna ta să facă, fă cu toată puterea ta! Căci, în Locuința morților (Sheol) în care mergi, nu mai este nici lucrare, nici chibzuială, nici știință, nici înțelepciune!"
Când este scris cu inițială minusculă, termenul se referă la locul propriu-zis unde este înmormântat cineva. Însă, când este scris cu inițială majusculă, termenul este echivalentul cuvântului ebraic redat prin „Șeol” sau al cuvântului grecesc redat prin „Hades” și, potrivit Bibliei, se referă la un loc simbolic (sau o stare) unde nu există conștiență și nici vreo activitate. (Ge 47:30; Ec 9:10; Fa 2:31)